# The Line (Saudi-Arabien)

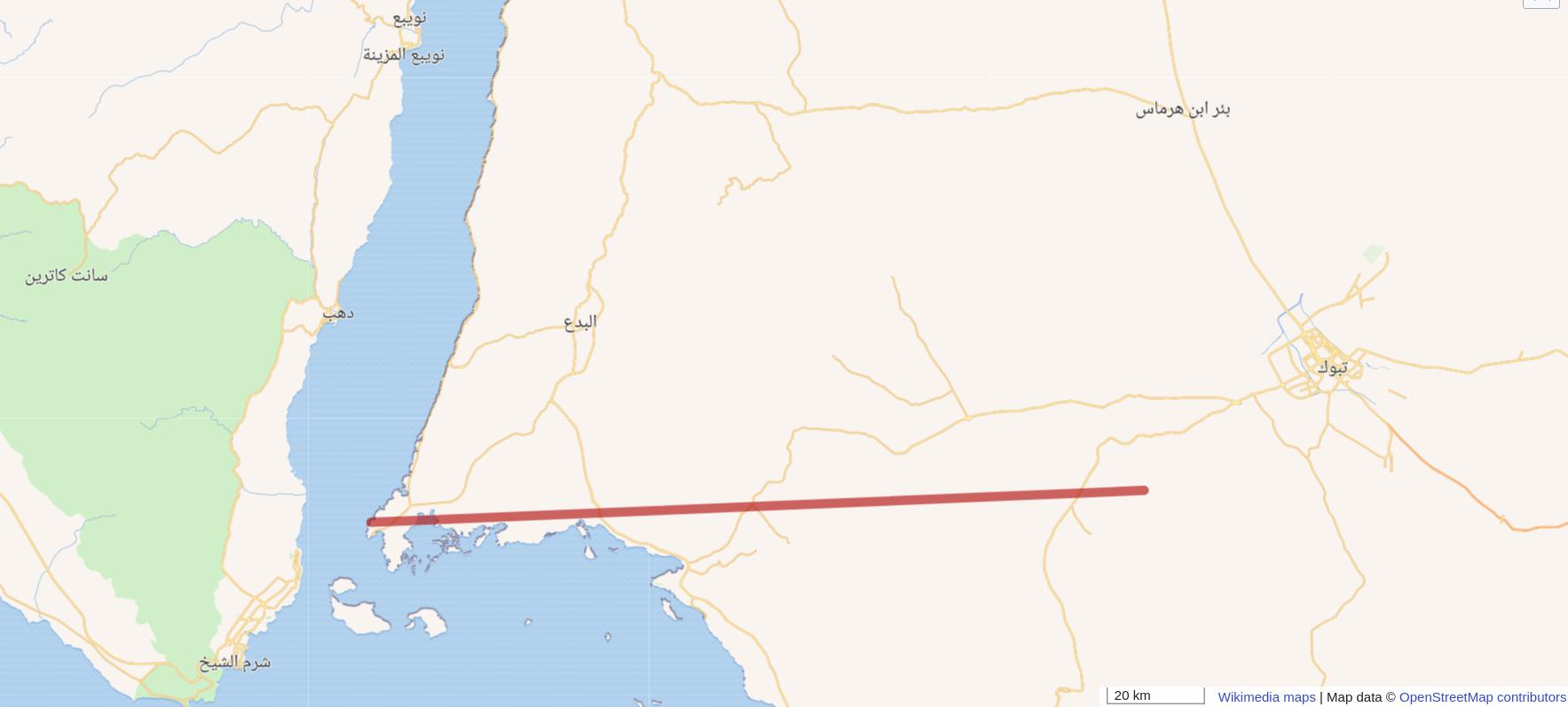
Geplanter Verlauf von The Line

The Line (arabisch ذا لاين, Eigenschreibweise THE LINE) ist ein im Bau befindliches Bandstadt-Gebäude im Nordwesten Saudi-Arabiens, das ohne Autos, Straßen und Kohlendioxidemissionen auskommen soll. The Line ist als 170 km langes Bauwerk geplant, das sich vom Golf von Akaba am Roten Meer bis nahe der Stadt Tabuk erstrecken soll. Es soll 2045 fertiggestellt sein und dann 9 Millionen Einwohner zählen. Diese Zielmarke gilt ausländischen Beobachtern bereits als gescheitert, wurde von der saudischen Regierung allerdings noch nicht verworfen.
Die Stadt ist eine der 15 angekündigten Siedlungsprojekte von Neom, die wiederum Teil des Projekts Saudi Vision 2030 sind. Von diesem gab die saudische Regierung 2022 an, dass es 380.000 bis 460.000 Arbeitsplätze schaffen und das Bruttoinlandsprodukt des Landes um 48 Milliarden US-Dollar erhöhen soll.
Mit der "Moses Bridge (zu deutsch "Moses-Brücke") soll ein weiteres Bauprojekt entstehen, das Ägypten über den Golf von Akaba mit Saudi-Arabien verbindet und direkt zu The Line führt. Sie würde eine Interkontinentalbrücke zwischen Afrika und Asien darstellen. Das rund vier Milliarden Dollar teure Bauvorhaben wird vollständig von Saudi-Arabien finanziert. Der Name des Projekts spielt auf die biblische Erzählung an, wonach das Rote Meer beim Exodus unter Führung Moses geteilt worden sei.

## Geschichte
Der Plan für The Line wurde erstmals am 10. Januar 2021 vom saudischen Kronprinzen Mohammed bin Salman im Staatsfernsehen präsentiert.
Der ursprüngliche Plan sah ein 170 km langes schnurgerades Transport- und Versorgungssystem („Spine“) auf drei Ebenen vor: eine oberirdische für Fußgänger, eine unterirdische für die Infrastruktur und eine weitere unterirdische für den motorisierten Verkehr. Letztere soll eine Hochgeschwindigkeits-U-Bahn mit Röhren für KI-gesteuerte Fahrzeuge kombinieren. Die U-Bahn soll eine Geschwindigkeit von 512 km/h erreichen, sodass eine Fahrt von einem Ende der Stadt zum anderen ohne Zwischenhalt nur 20 Minuten dauern würde.
Auf der Erdoberfläche sollten entlang des Spine eine Vielzahl von autofreien Gemeinden, die „city modules“, entstehen. Innerhalb jeder Gemeinde sollen alle Wege binnen fünf Fußminuten zurückgelegt werden können. Die gesamte Anlage soll vollständig mit erneuerbaren Energien betrieben werden und klimaneutral sein.
Im Juli 2022 veröffentlichte der Kronprinz überarbeitete Pläne: Anstelle der Gemeinde-Module mit vielen Einzelgebäuden soll oberhalb des Spine ein einziges 500 Meter hohes und 200 Meter breites Bauwerk entstehen, das sich über die gesamte Länge von 170 km erstreckt. An den beiden Außenseiten wird das Bauwerk auf Entwürfen und Modellen mit spiegelnden, glatten Fassaden gezeigt, im Inneren ein langes begrüntes Atrium, das sich über die volle Länge zu erstrecken scheint. Je nach Darstellung ist das Atrium oben offen oder hat ein durchgehendes Dach mit Grünanlage.
Das Bauwerk sollte laut dem ursprünglichen Plan von 2017 im Jahr 2030 rund 1,5 Millionen Menschen beherbergen; bis 2045 sollen es bis zu neun Millionen sein.

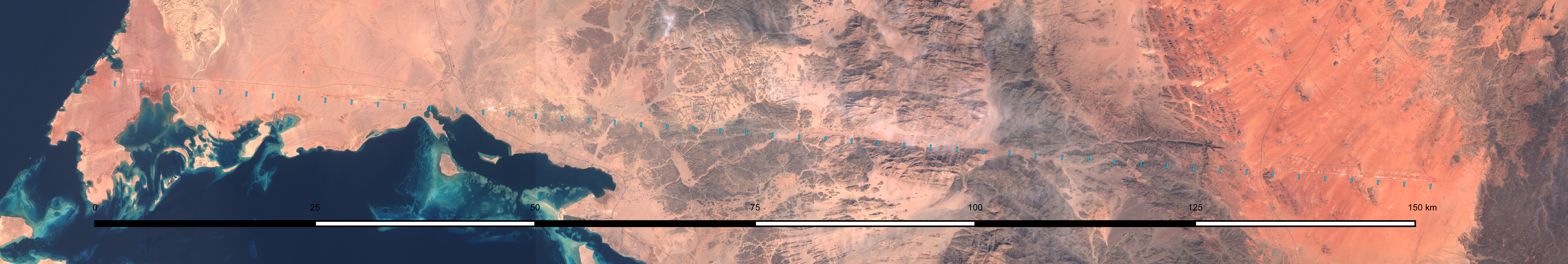
Satellitenaufnahme der Baustelle mit Strukturen von Erdarbeiten, Oktober 2022

Erste Erdbauarbeiten für den Spine haben im November 2021 begonnen. Die geschätzten Baukosten belaufen sich auf 100 bis 200 Milliarden US-Dollar (400–700 Mrd. SAR), einige Schätzungen gehen sogar von einer Billion USD aus.
Satellitenbilder vom Oktober und November 2022 zeigen erkennbare Spuren umfangreicher vorbereitender Erdarbeiten, die sich über fast die gesamte Länge der geplanten Stadt verteilen. Auf einem fünf Kilometer langen Bauabschnitt allein wurden 425 Bagger und Lastwagen gezählt.
Im September 2023 wurde auf Initiative des saudischen Königshauses ein begehbares Großmodell von Neom im ehemaligen Kloster San Gregorio in Venedig gezeigt. Entwürfe dazu stammen unter anderem von den Architekturbüros Fuksas, Morphosis und Coop Himmelb(l)au.
Am 5. April 2024 veröffentlichte Bloomberg News Informationen eines der Agentur vorliegenden Dokumentes, wonach die Baufortschritte geringer als gedacht ausfallen. So sollen bis 2030 nur 2,4 Kilometer entstehen. Dieser Platz reicht für weniger als 300.000 Menschen und nicht für die bis zu diesem Zeitpunkt geplanten 1,5 Millionen.

## Kritik und Kontroversen

### Negative Auswirkungen auf Fauna
Kritiker befürchten, das Projekt werde eine dystopische und künstliche Anlage schaffen, die sich negativ auf die Migration von Vögeln und anderen Wildtieren auswirkt.

### Ausbeutung von Gastarbeitern
Die Menschenrechtsorganisation Human Rights Watch berichtet über Ausbeutung und hitzebedingte Gesundheitsschäden von Gastarbeitern bei dem Projekt.

### Enteignung, Vertreibung, Verfolgung, Entführung und Tötung von Indigenen
Das Projekt verläuft auf dem Gebiet des indigenen Stammes der Howeitat. Laut Berichten des Hohen Kommissars der Vereinten Nationen für Menschenrechte und der Menschenrechtsorganisation ALQST wurden für das Projekt Angehörige jenes Stammes enteignet, verhaftet, entführt und/oder vertrieben und jene Angehörigen des Stammes, die den Saudis daraufhin Staatsterrorismus vorwarfen oder sich anderweitig gegen die Vertreibung auflehnten, wurden verfolgt und wegen angeblichen Terrorismus zum Tode verurteilt und getötet oder zu langen Haftstrafen verurteilt.
Nach der Ermordung von Jamal Khashoggi im Jahr 2018 verließen die Architekten Norman Foster und Rem Koolhaas das Projekt.

### Undemokratische und autoritäre Regelsetzungen
Die beabsichtigte Verankerung als eine Art „Sonderwirtschaftszone“ beziehungsweise „Charter City“ mit vom Rest des Landes abweichenden Gesetzen wird als Maßnahme kritisiert, die undemokratische und autoritäre Regelsetzung zugunsten ausländischer Investitionen vertiefe.

### Zweifel an Realisierbarkeit
Einige Architekten bezweifeln auch die technische Realisierbarkeit und Wirtschaftlichkeit von The Line.
Wissenschaftler stellten dem Entwurf 2023 den Vorschlag The Circle (Der Kreis) gegenüber.